# Plectocolea truncata
Plectocolea truncata là một loài Rêu trong họ Jungermanniaceae. Loài này được (Nees) Bakalin mô tả khoa học đầu tiên năm 2009.